# Agathosma puberula
Agathosma puberula är en vinruteväxtart som först beskrevs av Ernst Gottlieb von Steudel, och fick sitt nu gällande namn av Henry Georges Fourcade. Agathosma puberula ingår i släktet Agathosma och familjen vinruteväxter. Inga underarter finns listade i Catalogue of Life.